# Cruel Summer (canción de Bananarama)
«Cruel Summer» (en español: Verano cruel) es una canción del girl group británico Bananarama. Fue lanzada el 27 de junio de 1983 como el sencillo principal de su segundo álbum de estudio: Bananarama, publicado en 1984.
Alcanzó el número ocho en la lista británica UK Singles Chart en 1983 y después de su inclusión en The Karate Kid, la película de 1984, alcanzó el número nueve en el Billboard Hot 100 de los Estados Unidos. Ocupa el puesto 44 en «las 100 mejores canciones de los años 1980», según VH1. La revista Billboard la nombró número trece en su lista de «las 100 mejores canciones de grupos femeninos de todos los tiempos».

## Historia
Fue escrita por la banda, producida por Jolley & Swain, presentada en vivo durante el programa de la BBC Top of the Pops en julio de 1983 y fue un éxito inmediato cuando se lanzó en el Reino Unido, alcanzando el número ocho en la lista UK Singles Chart.
Su popularidad internacional se disparó después de su inclusión en The Karate Kid, el largometraje de 1984, que coincidió con su lanzamiento en los Estados Unidos. El grupo no permitió que la canción se incluyera en el álbum de la banda sonora de la película, cuando Bananarama todavía luchaba por ganar dinero en sus primeros años (incluso interpretaron la canción en Hawái durante un concurso de belleza), pero aun así alcanzó el número 9 en aquel país. 
El mayor éxito en las listas de éxitos de la canción fue en Sudáfrica, donde alcanzó el puesto número tres. Sara Dallin dijo «la canción toca en el lado más oscuro de las canciones de verano: miraba el calor opresivo, la miseria de querer estar con alguien a medida que pasaba el verano. ¡Todos hemos estado allí!».

### Posteridad
En 1989 Bananarama grabó otra versión de la canción, «Cruel Summer '89». Recibió un nuevo cambio de imagen, con las voces de Dallin y Woodward como dúo por primera vez; alcanzó el número 19 en la lista de sencillos del Reino Unido en junio. El videoclip fue una compilación de diferentes tomas de los videoclips anteriores de la banda y Fahey solo aparece en un par, Bananarama no pudo grabar un video adecuado porque estaban en medio de una gira mundial.
En 1997 la canción se usó como el tema principal de la serie Trouble, programa de telerrealidad del canal británico Trouble, donde un grupo de jóvenes fue enviado a un campamento de vacaciones, solo para ser torturados y humillados en un intento de ganar un gran suma de dinero.
Otra versión fue presentada en su álbum Exotica de 2001, contó con instrumentación latina y letras adicionales, pero no se lanzó como sencillo. Finalmente, en 2009 lanzaron otra versión actualizada como cara B de su sencillo Love Comes.

## Videoclip
El video musical fue dirigido por Brian Simmons y filmado principalmente en el barrio Dumbo del distrito de Brooklyn, en la ciudad de Nueva York, en agosto de 1983. Comienza con una toma de Manhattan de fondo, incluido el antiguo World Trade Center.
Sucedía una ola de calor cuando se realizó el rodaje y recordó Siobhan Fahey: «[Fue] solo una excusa para llevarnos a la legendaria ciudad de Nueva York por primera vez. Era agosto, más de cien grados. Nuestro cuartel general era una taberna debajo del puente de Brooklyn, que tenía un baño de damas con un espejo astillado donde teníamos que maquillarnos».
Después de la filmación, la banda volvió a la taberna para almorzar y allí conocieron a algunos trabajadores portuarios locales, con quienes compartieron viales de cocaína. Fahey nunca antes había probado la droga, ella dijo: «Ese fue nuestro almuerzo. Cuando miras ese video, nos vemos realmente cansadas y miserables en las escenas que filmamos antes del almuerzo, y luego las tomas después del almuerzo son todas eufóricas y maníacas».
El videoclip fue subido a YouTube de manera oficial en septiembre de 2017 y para mayo de 2023 contaba más de 47.7 millones de visualizaciones.

## Posicionamiento en listas

### Listas semanales
| Listas (1983–1985)                    | Máxima posición |
| ------------------------------------- | --------------- |
| Alemania (Media Control Charts)       | 24              |
| Australia (Kent Music Report)         | 32              |
| Bélgica (Flandes) (Ultratop 50)       | 40              |
| Canadá Top Singles (RPM)              | 33              |
| Estados Unidos (Billboard Hot 100)    | 9               |
| Estados Unidos (Adult Contemporary)   | 44              |
| Estados Unidos (Hot Dance Club Songs) | 11              |
| Irlanda (IRMA)                        | 7               |
| Nueva Zelanda (Recorded Music NZ)     | 32              |
| Países Bajos (Mega Single Top 100)    | 48              |
| Reino Unido (UK Singles Chart)        | 8               |
| Sudáfrica (Springbok Radio)           | 3               |

| Listas (1989)                       | Máxima posición |
| ----------------------------------- | --------------- |
| Alemania (Media Control Charts)     | 24              |
| Australia (ARIA)                    | 158             |
| Dinamarca (IFPI)                    | 11              |
| Finlandia (Suomen virallinen lista) | 2               |
| Irlanda (IRMA)                      | 16              |
| Reino Unido (UK Singles Chart)      | 19              |
| Suiza (Schweizer Hitparade)         | 22              |

| Lista (1984)                               | Posición |
| ------------------------------------------ | -------- |
| Estados Unidos (Billboard Top Pop Singles) | 73       |

## Versión de Ace of Base
En 1998 la banda de pop sueca Ace of Base, grabó la canción a pedido de sus sellos discográficos alemán y estadounidense: PolyGram y Arista Records. Fue lanzada como el segundo sencillo de su tercer álbum: Flowers (1998), y como el sencillo principal de la versión estadounidense del álbum titulado: Cruel Summer.
La versión alcanzó el número 10 en el Billboard Hot 100 de EE. UU. y fue certificado oro. En el Reino Unido, la canción alcanzó el número ocho en la lista de sencillos del Reino Unido, igualando el pico de la versión original de Bananarama. También se convirtió en el último sencillo Top 10 de Ace of Base en los EE. UU. Y el Reino Unido.

### Crítica
Quentin Harrison de Albumism describió la canción como una "versión atractiva" en su revisión retrospectiva de Flowers y agregó que "una variante está más cerca de la toma original, aunque con un toque de hip-hop para un poco de moda". mientras que "la segunda versión es un viaje salpicado de español sorprendentemente bailable". El editor de AllMusic, Stephen Thomas Erlewine, dijo que es "el punto culminante melódico" del álbum Cruel Summer . Larry Flick de Billboard escribió que "el acto que dio cancioncillas al estilo de ABBA como " All That She Wants " y " The Sign " dirige su atención hacia Bananarama, cubriendo fielmente uno de los mayores éxitos de la era de los 80 de ese grupo. Los productores Cutfather & Joe traen algunas ideas rítmicas nuevas a la mesa bajando el tempo a un ritmo funk inspirado en un jeep e inyectando uno o dos giros de teclado que hacen cosquillas en los oídos. Sin embargo, las voces tienen pocas sorpresas, que es exactamente lo que querrán los fanáticos de Ace Of Base y la grabación original. En total, un éxito potencial que podría mantener a este cuarteto sueco al frente de las 40 mejores radios durante gran parte del verano".  Kelly Pickerel de Daily Kent Stater dijo que le gustaba más esta nueva versión que la original de Bananarama, y señaló que "también es una de esas canciones que nunca puedes sacar de tu cabeza tan pronto como la escuchas". 
Chuck Campbell de The Daily News lo señaló como una "nueva versión hábil pero fiel".  Un crítico de Entertainment Weekly comentó que "está claro a lo que apunta Ace of Base Svengali Jonas Berggren : la simetría sónica iridiscente de los antepasados suecos ABBA. Una ambición bastante elevada. Pero él y sus hermanas cantantes seráficas, Linn y Jenny, en realidad logran el perfecto equilibrio pop- euro-disco de ABBA en esta tercera salida. No hay una nota fuera de lugar concordante, ningún gancho potencial pasado por alto. Con excepción de la pista del título sin sentido, Berggren ha hecho su tarea. Simplemente no lo odien porque suenan muy bonitos".  Evening Herald dijo que es una joya y agregó que "más de lo mismo a menudo puede ser algo bueno". El periódico sueco Expressen declaró que la canción "muestra por qué Ace of Base una vez gobernó el mundo del pop". Gary Shipes de The Stuart News escribió en su reseña que "la juvenilia chicle del original se reemplaza con hardware actualizado y un arreglo de danza contemporánea que inicia el arco que seguirá el resto del CD. A la vez melancólico y jovial, la fuerza rítmica impulsora de la banda no deja otra opción que llenar las pistas de baile en un centavo".

### Popularidad
La versión tuvo éxito en las listas de Canadá, Europa y los Estados Unidos. En Europa, llegó al top 10 en Hungría, en el European Top 20 de MTV y en el Reino Unido. En este último, el sencillo alcanzó el puesto número ocho en su primera semana en la lista de sencillos del Reino Unido, el 4 de octubre de 1998. Además, subió al top 20 en Escocia, así como al Eurochart Hot 100, donde "Cruel Summer" alcanzó su posición más alta como el número 16. Fue un éxito entre los 30 primeros en Austria, Bélgica, Alemania, Islandia y Suiza. Fuera de Europa, alcanzó el puesto número dos en la lista RPM Dance/Urban y el número seis en la lista RPM Top Singles en Canadá, el número 10 tanto en la lista Billboard Hot 100 como en la lista Billboard Hot Dance Club Play en los Estados Unidos y obtuvo un disco de oro; con una venta de 500.000 sencillos.

### Videoclip
Un video musical fue filmado en Roma (Italia), entre el 27 y el 29 de junio de 1998 y dirigido por el director británico Nigel Dick. Posteriormente se lanzó una versión en francés que contiene imágenes completamente nuevas.
El videoclip fue subido a YouTube de manera oficial en enero de 2015 y para mayo de 2023 contaba más de 18 millones de visualizaciones.

#### Listas semanales
| Listas (1998)                                  | Máxima posición |
| ---------------------------------------------- | --------------- |
| Alemania (Offizielle Deutsche Charts)          | 28              |
| Australia (ARIA)                               | 59              |
| Austria (Ö3 Austria Top 40)                    | 28              |
| Bélgica (Flandes) (Ultratip Bubbling Under)    | 3               |
| Bélgica (Valonia) (Ultratop 50)                | 27              |
| Canadá (RPM Top Singles)                       | 6               |
| Canadá (RPM Adult Contemporary)                | 5               |
| Canadá (RPM Dance/Urban)                       | 2               |
| Escocia (OCC)                                  | 11              |
| Estados Unidos (Billboard Hot 100)             | 10              |
| Estados Unidos (Billboard Adult Pop Airplay)   | 33              |
| Estados Unidos (Billboard Adult Contemporary)  | 22              |
| Estados Unidos (Billboard Hot Dance Club Play) | 10              |
| Estados Unidos (Billboard Dance Singles Sales) | 6               |
| Estados Unidos (Billboard Rhythmic Airplay)    | 29              |
| Estados Unidos (Billboard Pop Airplay)         | 20              |
| Europa (Eurochart Hot 100)                     | 16              |
| Europa (MTV European Top 20)                   | 6               |
| Finlandia (Official Finnish Charts)            | 11              |
| Hungría (Mahasz)                               | 10              |
| Islandia (Íslenski Listinn Topp 40)            | 25              |
| Nueva Zelanda (Recorded Music NZ)              | 40              |
| Países Bajos (Dutch Top 40 Tipparade)          | 6               |
| Países Bajos (Mega Single Top 100)             | 55              |
| Polonia (Music & Media)                        | 4               |
| Reino Unido (UK Singles Chart)                 | 8               |
| Suecia (Sverigetopplistan)                     | 33              |
| Suiza (Schweizer Hitparade)                    | 21              |

#### Lista anual
| Lista (1998)                     | Posición |
| -------------------------------- | -------- |
| Canadá Top Singles (RPM)         | 40       |
| Canadá Adult Contemporary (RPM)  | 18       |
| Canadá Dance (RPM)               | 35       |
| Reino Unido Singles (OCC)        | 173      |
| Estados Unidos Billboard Hot 100 | 66       |

## Otras versiones
- Ace of Base se unió a la boy band francesa Alliage y volvió a grabar a dúo en un lanzamiento diseñado específicamente para los mercados franceses. Es bilingüe en inglés y francés con letras añadidas al original. La versión conjunta alcanzó el puesto 24 en SNEP, la lista oficial de sencillos franceses.
- Rico Bernasconi lanzó un EP de remezclas con 8 versiones de "Cruel Summer" de Ace of Base, que alcanzó el puesto 69 en Alemania.[63]
- La versión de Kari Kimmel de la canción fue grabada para la temporada 2 de Cobra Kai y fue lanzada en su álbum de banda sonora. Se usó para el avance de la temporada y se reprodujo en el final de la temporada, haciéndose eco del uso de la canción original en la película The Karate Kid, de la cual el programa es una secuela.[64]
- Amy Lee y Troy McLawhorn de Evanescence grabaron su versión de la canción en casa durante la pandemia de COVID-19 para MagentaMusik 360.[65]
- La banda estadounidense de rock alternativo Superchunk hizo una versión de la canción en 2012 como cara B de su sencillo "This Summer".
- La artista británica Jessie Ware probó la canción para la pista "Mirage (Don't Stop)" en su cuarto álbum de estudio What's Your Pleasure?[66]